# Le Vieil-Baugé
Le Vieil-Baugé és un municipi delegat francès, situat al departament de Maine i Loira i a la regió de País del Loira. L'any 2007 tenia 1.303 habitants.
L'1 de gener de 2013, Le Vieil-Baugé es va fusionar amb altres quatre municipis (Baugé, Montpollin, Pontigné i Saint-Martin-d'Arcé) i conformen el municipi nou Baugé-en-Anjou.

## Demografia

### Població
El 2007 la població de fet de Le Vieil-Baugé era de 1.303 persones. Hi havia 480 famílies de les quals 108 eren unipersonals (52 homes vivint sols i 56 dones vivint soles), 180 parelles sense fills i 192 parelles amb fills.
La població ha evolucionat segons el següent gràfic:
Habitants censats

### Habitatges
El 2007 hi havia 603 habitatges, 493 eren l'habitatge principal de la família, 65 eren segones residències i 45 estaven desocupats. 588 eren cases i 9 eren apartaments. Dels 493 habitatges principals, 372 estaven ocupats pels seus propietaris, 116 estaven llogats i ocupats pels llogaters i 5 estaven cedits a títol gratuït; 3 tenien una cambra, 36 en tenien dues, 73 en tenien tres, 128 en tenien quatre i 253 en tenien cinc o més. 393 habitatges disposaven pel capbaix d'una plaça de pàrquing. A 229 habitatges hi havia un automòbil i a 222 n'hi havia dos o més.

### Piràmide de població
La piràmide de població per edats i sexe el 2009 era:
| Homes | Edats   | Dones |
| ----- | ------- | ----- |
| 0     | 95 o +  | 0     |
| 0     | 90 a 94 | 8     |
| 16    | 85 a 89 | 8     |
| 16    | 80 a 84 | 12    |
| 28    | 75 a 79 | 32    |
| 16    | 70 a 74 | 16    |
| 28    | 65 a 69 | 44    |
| 32    | 60 a 64 | 32    |
| 12    | 55 a 59 | 24    |
| 52    | 50 a 54 | 44    |
| 52    | 45 a 49 | 32    |
| 48    | 40 a 44 | 40    |
| 32    | 35 a 39 | 60    |
| 44    | 30 a 34 | 40    |
| 36    | 25 a 29 | 16    |
| 40    | 20 a 24 | 24    |
| 60    | 15 a 19 | 28    |
| 48    | 10 a 14 | 68    |
| 12    | 5 a 9   | 60    |
| 16    | 0 a 4   | 32    |

## Economia
El 2007 la població en edat de treballar era de 797 persones, 588 eren actives i 209 eren inactives. De les 588 persones actives 540 estaven ocupades (301 homes i 239 dones) i 48 estaven aturades (25 homes i 23 dones). De les 209 persones inactives 69 estaven jubilades, 70 estaven estudiant i 70 estaven classificades com a «altres inactius».

### Ingressos
El 2009 a Le Vieil-Baugé hi havia 508 unitats fiscals que integraven 1.312,5 persones, la mediana anual d'ingressos fiscals per persona era de 16.245 €.

### Activitats econòmiques
Dels 39 establiments que hi havia el 2007, 2 eren d'empreses alimentàries, 1 d'una empresa de fabricació d'altres productes industrials, 7 d'empreses de construcció, 6 d'empreses de comerç i reparació d'automòbils, 1 d'una empresa de transport, 4 d'empreses d'hostatgeria i restauració, 1 d'una empresa financera, 2 d'empreses immobiliàries, 6 d'empreses de serveis, 3 d'entitats de l'administració pública i 6 d'empreses classificades com a «altres activitats de serveis».
Dels 11 establiments de servei als particulars que hi havia el 2009, 3 eren paletes, 1 guixaire pintor, 1 fusteria, 1 lampisteria, 1 electricista, 3 perruqueries i 1 agència immobiliària.
L'únic establiment comercial que hi havia el 2009 era una fleca.
L'any 2000 a Le Vieil-Baugé hi havia 34 explotacions agrícoles que ocupaven un total de 1.898 hectàrees.

## Equipaments sanitaris i escolars
El 2009 hi havia una escola elemental.

## Poblacions més properes
El següent diagrama mostra les poblacions més properes.